# Hwacheon-Stadion
Das Hwacheon-Stadion (kor. 화천생활체육공원) ist ein Fußballstadion in der südkoreanischen Stadt Hwacheon. Der Frauenfußballverein Hwacheon KSPO WFC nutzt das Stadion seit 2015 als Heimspielstätte. Der Frauenfußballverein spielt aktuell (2018) in der WK-League, der höchsten Frauenfußball-Spielklasse Südkoreas.